# Њижна Камењица
Њижна Камењица (слч. Nižná Kamenica) насељено је мјесто са административним статусом сеоске општине (слч. obec) у округу Кошице-околина, у Кошичком крају, Словачка Република.

## Становништво
| Година:    | 1994. | 2004.   | 2014.    | 2024.    |
| ---------- | ----- | ------- | -------- | -------- |
| Број људи: | 473   | 488     | 553      | 718      |
| Разлика:   |       | +3,17 % | +13,31 % | +29,83 % |

| Година:    | 2023. | 2024.   |
| ---------- | ----- | ------- |
| Број људи: | 683   | 718     |
| Разлика:   |       | +5,12 % |

Према подацима о броју становника из 2011. године насеље је имало 544 становника.